# Centro Bartolomé de las Casas
El Centro de Estudios Regionales Andinos Bartolomé de las Casas, o más conocido como el Centro Bartolomé de las Casas (CBC), es una institución dedicada a la investigación, promoción, defensa y desarrollo sostenible de los pueblos indígenas y comunidades locales en la región de Cusco. El CBC fue fundado el 25 de mayo de 1974 en la ciudad del Cusco. A través de su labor de investigación y formación, contribuye a la construcción de sociedades respetuosas de la diversidad cultural.
Trabaja en colaboración con organizaciones indígenas y comunales, así como con instituciones estatales e internacionales con el fin de generar espacios de diálogo y participación para la construcción de una sociedad más inclusiva y respetuosa de la diversidad cultural.

## Historia
Los creadores iniciales de esta institución fueron un grupo de cuatro religiosos franceses de la Orden Dominica: Guido Delran Cousi, Juan Bautista Lasségue-Moléres, Juan Max Hugues y Bernardo Fulcrand Terrisse. El centro lleva el nombre de Bartolomé de las Casas, que fue un importante fraile dominico y defensor de los derechos de los pueblos indígenas durante la época colonial en América Latina.
El Centro Bartolomé de las Casas ha mantenido a lo largo de su historia un valioso legado de diálogo intercultural y social.

## Organización
Su estructura organizacional es de tipo funcional, cuentan con una asamblea de socios, un consejo externo y un área administrativa. El consejo externo elige al presidente ejecutivo. Sus áreas principales de trabajo son cuatro:
- Consultorías
- Casa Campesina
- Editorial, que publicó:
  - Sur: Semanario Regional Surandino
  - Revista Andina[2]
- Escuela Andina de Postgrado, que a través del Servicio de Información y Documentación (SID) maneja:
  - la Fototeca Andina[5]
  - la Biblioteca Guido Delran Cousy, o Biblioteca del CBC[2][5]